# Bộ Bồ nông
Bộ Bồ nông (danh pháp khoa học: Pelecaniformes) là một bộ các loài chim nước kích thước trung bình và lớn, tìm thấy khắp thế giới. Theo định nghĩa truyền thống chúng được phân biệt với các loài chim khác bởi đặc điểm của chân là cả bốn ngón đều có màng chân, mặc dù việc gộp nhóm như vậy là một tổ hợp không đơn ngành. Phần lớn các loài có túi cổ họng trần và các lỗ mũi đã tiến hóa thành các khe không hoạt động, buộc chúng phải thở thông qua đường miệng. Hiện nay khi hiểu theo nghĩa hẹp nhất thì bộ này có 3 họ chứa 3 chi với 10 loài.
Thức ăn của chúng là cá, mực hay các động vật biển tương tự. Chúng làm tổ thành đàn, mặc dầu có quan hệ sinh dục đơn phối ngẫu (một vợ một chồng), và các con chim non mới sinh trần trụi và rất yếu ớt, ngược lại với nhiều loại chim lội nước khác.

## Hệ thống học
Các nghiên cứu phân tử gần đây ủng hộ mạnh mẽ giả thiết cho rằng các điểm tương tự trong bộ Pelecaniformes truyền thống là kết quả của tiến hóa hội tụ hơn là do có nguồn gốc tổ tiên chung, và như thế nhóm này là đa ngành/cận ngành. Các nghiên cứu giới hạn lai ghép DNA-DNA của Sibley và Ahlquist trong thập niên 1990 đã dẫn họ tới việc đặt các họ truyền thống xếp trong bộ Pelecaniformes như chim lặn, chim cốc, cốc biển, chim điên, chim cổ rắn, chim nhiệt đới, kền kền Tân Thế giới, chim cánh cụt, hải âu, hải yến và chim lặn chân màng trong một phân nhóm của một bộ được mở rộng đáng kể là bộ Ciconiiformes, một sự chuyển dịch lớn nhưng hiện nay đã bị bác bỏ. Bộ "Ciconiiformes" của họ chỉ đơn thuần là sự lắp ghép tất cả các dạng chim biển và chim đất liền tiến hóa sớm lại cùng nhau trong khi kỹ thuật nghiên cứu của họ lại đưa ra các giải pháp phát sinh chủng loài thiếu dữ kiện.
Tất cả các họ trong bộ Pelecaniformes truyền thống hay sửa đổi, ngoại trừ họ Phalacrocoracidae, chỉ có một ít loài, nhưng nhiều họ đã từng đông loài trong thời kỳ Tiền Neogen. Các chi và loài hóa thạch được đề cập tại loạt bài về họ hay chi tương ứng; tuy nhiên, một dạng bồ nông cổ đại ít được biết đến lại không thể phân loại chính xác đủ để gán vào một họ nào đó. Đó là "Sula" ronzoni từ các lớp đá thuộc Tiền Oligocen tại Ronzon (Pháp), mà ban đầu người ta cho rằng nó là vịt biển và có thể là tổ tiên của các dạng bồ nông.
Các dòng dõi dạng "bồ nông" dường như có nguồn gốc vào khoảng cuối kỷ Creta. Đơn ngành hay không, chúng dường như thuộc về một nhóm chặt chẽ chứa các "chim lội bậc cao", trong đó bao gồm cả các nhóm như chim cánh cụt và Procellariiformes. Một điều thú vị cần lưu ý là có rất nhiều xương hóa thạch từ khoảng ranh giới K–Pg mà không thể đặt chắc chắn vào bất kỳ bộ nào trong số này và có các đặc điểm tổ hợp của một vài nhóm trong chúng. Tất nhiên, điều này chỉ là dự kiến, nếu lý thuyết cho rằng phần lớn (nếu không phải tất cả) các dòng dõi "chim lội bậc cao" này đã bắt nguồn xung quanh khoảng thời gian đó là chính xác. Trong số các đơn vị phân loại dường như là cơ sở này, các đơn vị sau thể hiện một vài điểm tương tự với bộ Pelecaniformes truyền thống:
- Lonchodytes (lạch Lance, Creta muộn tại Wyoming, Hoa Kỳ)
- Torotix (Creta muộn)
- Tytthostonyx (Creta muộn/Tiền Palaeocen)
- Cladornis (Deseado, Tiền Oligocen tại Patagonia, Argentina)
- "Liptornis" - nomen dubium

Họ Elopterygidae, một họ được đề xuất, được coi là họ thuộc kỷ Creta của bộ Pelecaniformes - là không đơn ngành mà Elopteryx dường như cũng không là chim hiện đại. Argilliornis từ Tiền Eocen tại Anh (London Clay) có thể thuộc Pelagornithidae.

### Danh sách các họ

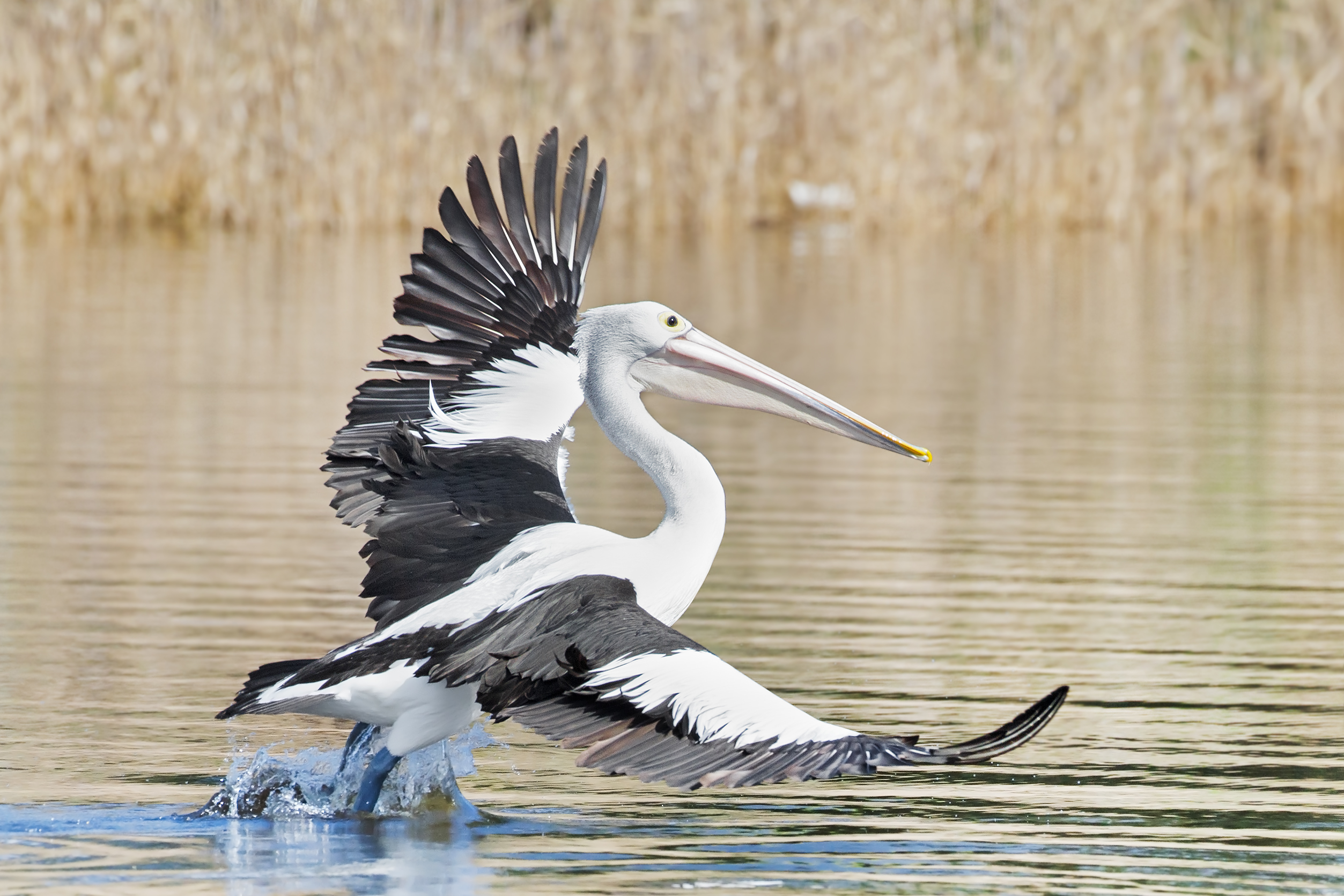
Pelecanus conspicillatus

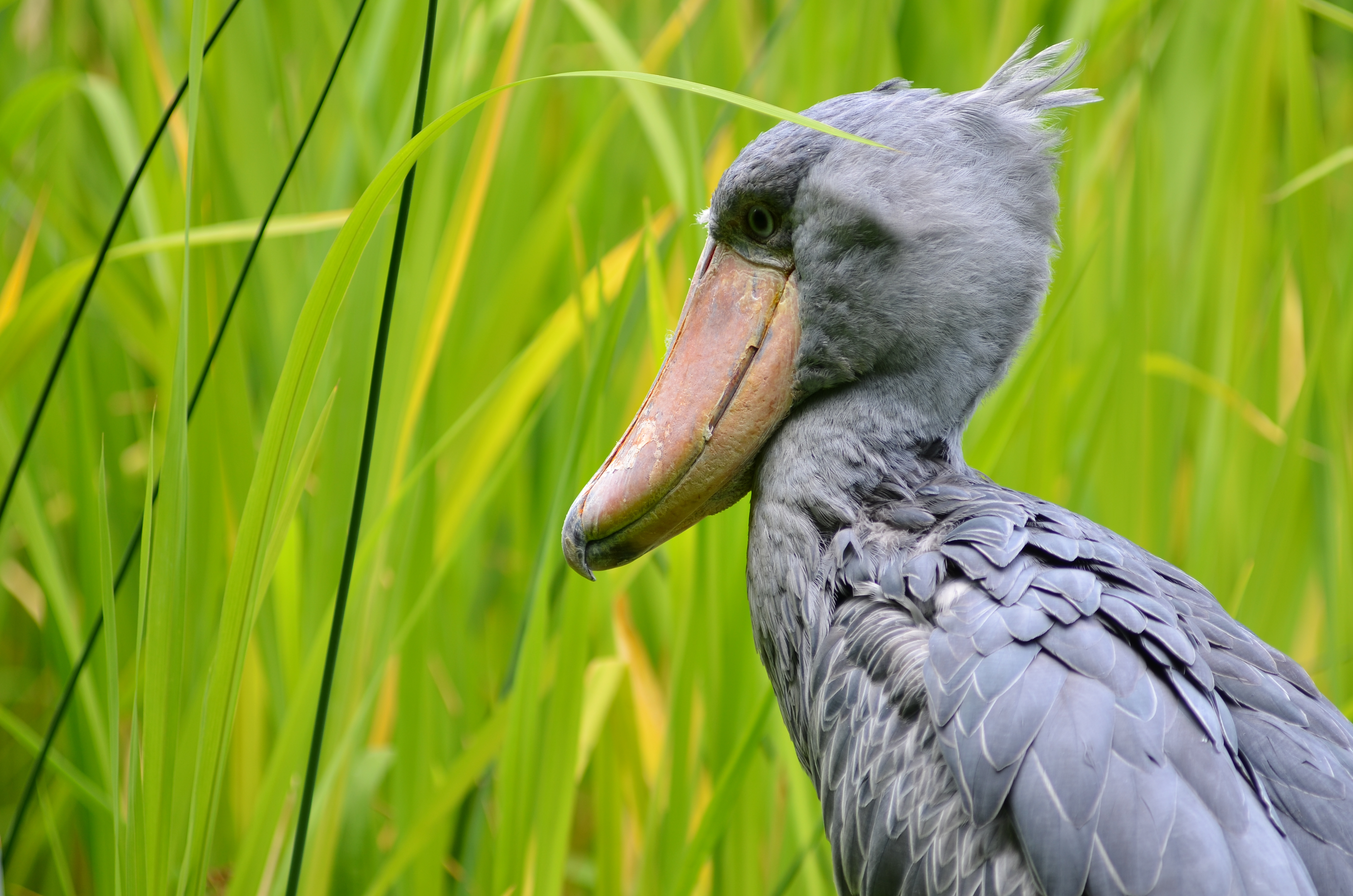
Balaeniceps rex

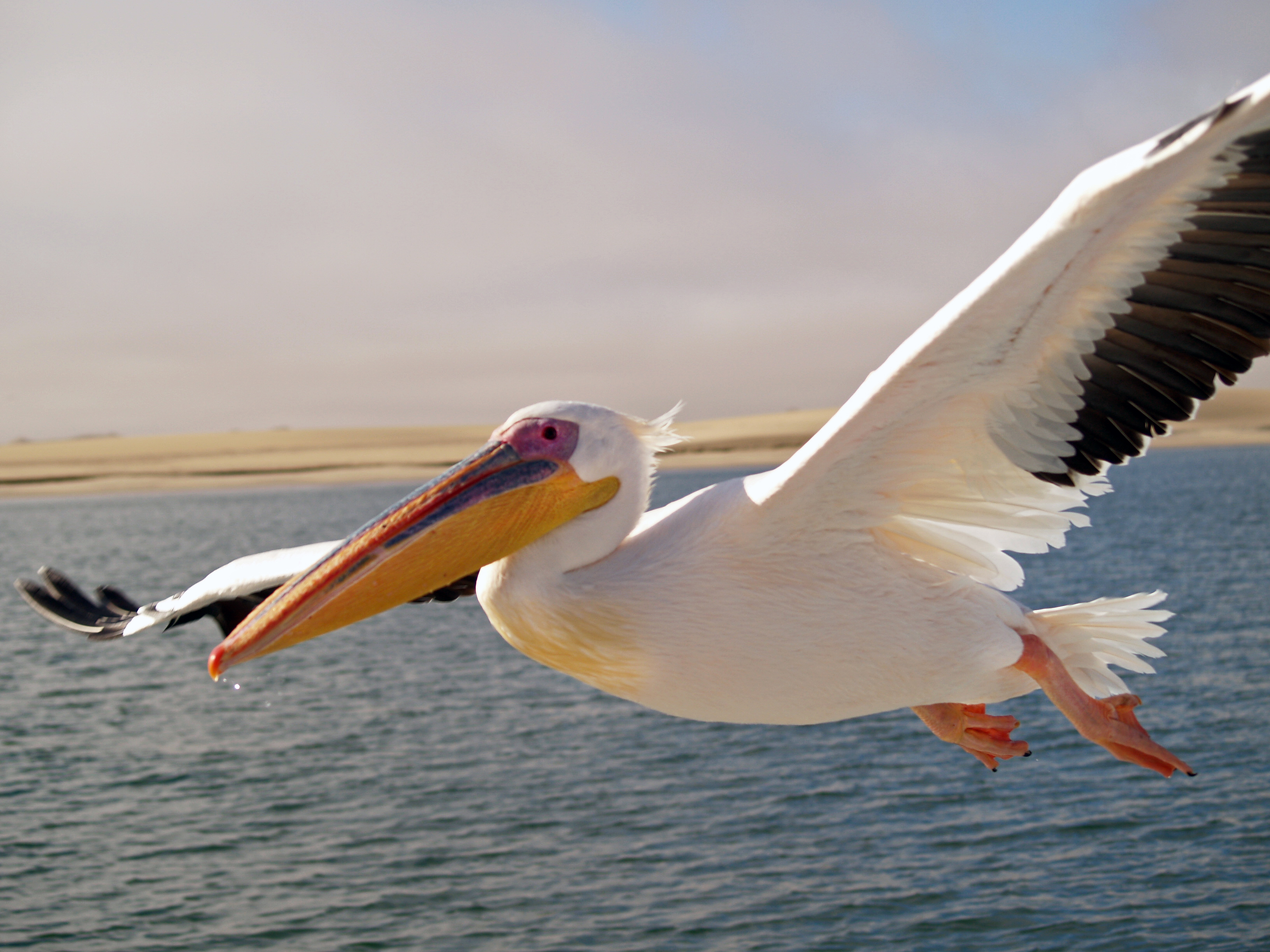
Pelecanus onocrotalus

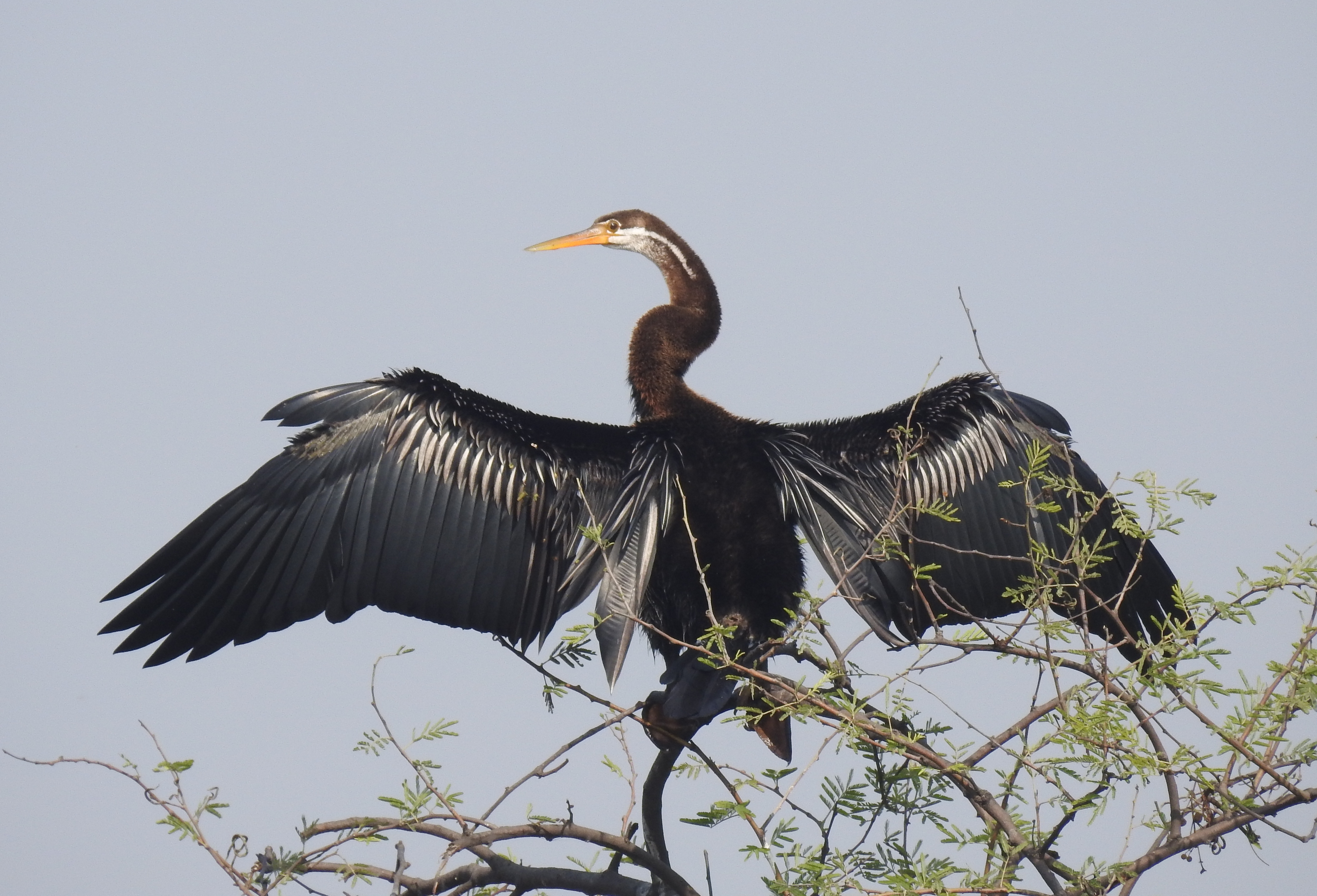
Anhinga melanogaster

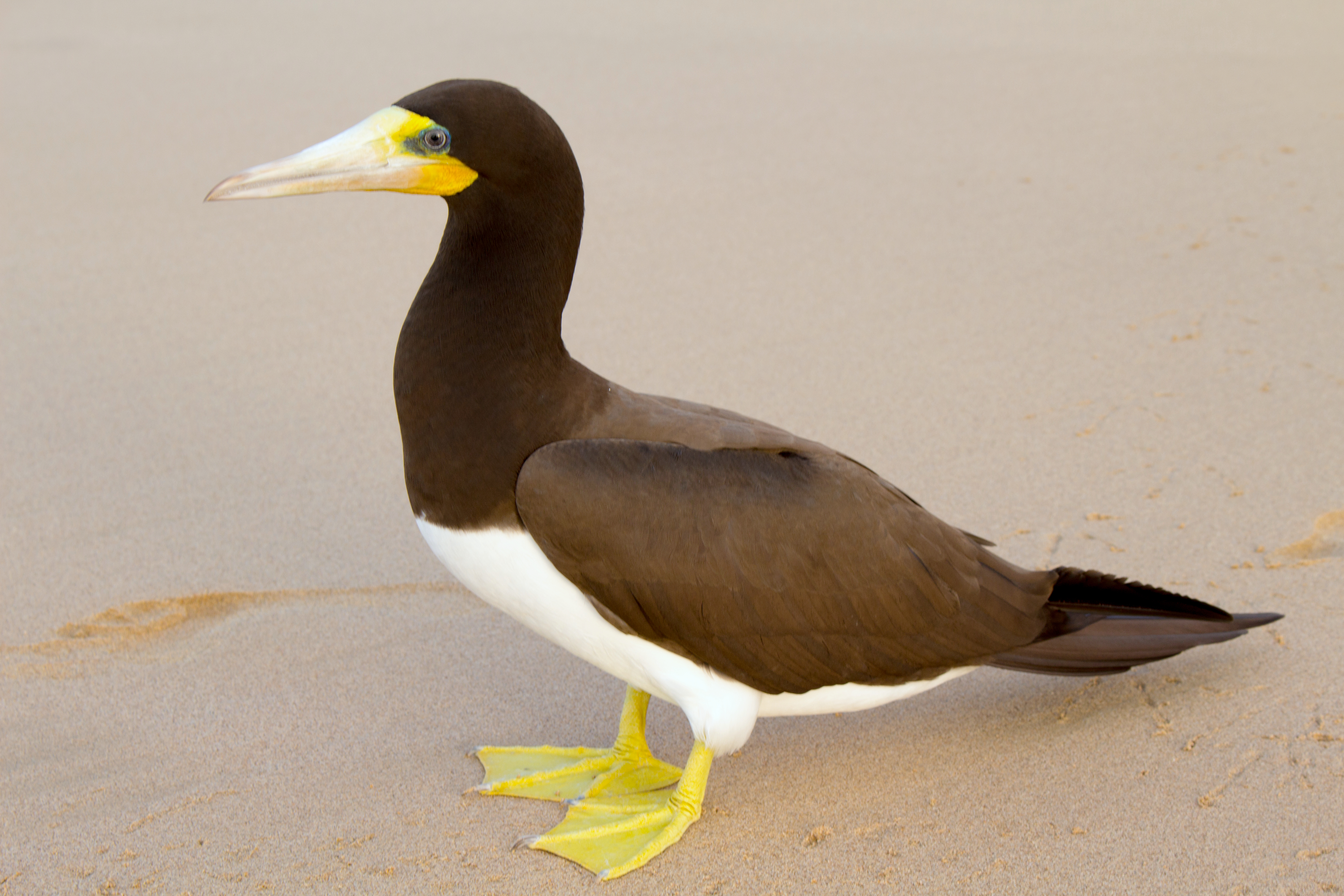
Sula leucogaster

Theo truyền thống bộ này bao gồm các họ sau:
- Phaethontidae (chim nhiệt đới)
- Prophaethontidae †
- Fregatidae (cốc biển)
- Sulidae (chim điên)
- Anhingidae (chim cổ rắn)
- Phalacrocoracidae (cốc)
- Pelecanidae (bồ nông)
- Pelagornithidae ? (†)
- Plotopteridae ? †
- Protoplotidae ? †

Phân tích phân tử của Ericson et al. (2006) cho thấy họ Pelecanidae (8 loài bồ nông) và 2 họ đơn loài là Balaenicipitidae (cò mỏ giày) và Scopidae (cò đầu búa) có quan hệ họ hàng gần. Do vậy gần đây người ta xếp 3 họ này trong bộ Bồ nông.
- Một loài cò đầu búa (Scopus umbretta), tạo thành họ đơn loài Scopidae, thường được đặt trong bộ Ciconiiformes truyền thống, nhưng thực tế nó là dòng dõi rất khác biệt của bộ Pelecaniformes.
- Một loài cò mỏ giày (Balaeniceps rex), tạo thành họ đơn loài Balaenicipitidae, thường được đặt trong bộ Ciconiiformes truyền thống, nhưng thực tế nó là dòng dõi rất khác biệt của bộ Pelecaniformes.
- Họ Pelecanidae (8 loài bồ nông): Là các loài chim rất lớn với các túi tại cổ họng để chúng lưu trữ cá trong khi đi săn mồi.

Kể từ bổ sung thứ 51, Hiệp hội Điểu học Bắc Mỹ (AOU) đã công nhận bộ Chim điên (Suliformes). Tuy nhiên từ trước đó Sharpe (1891) đã coi Sulae như là một phân bộ của Pelecaniformes. Bộ Chim điên bao gồm các họ sau:
- Họ Fregatidae (5 loài chim cốc biển): Một nhóm chứa 5 loài chim lớn có quan hệ họ hàng gần với bộ lông đen hay trắng, các cánh rất dài và hành vi đi săn ký sinh. Túi cổ họng màu đỏ căng phồng.
- Họ Sulidae: (10 loài chim điên). Các loài có kích thước từ trung bình tới lớn, chúng đi săn mồi bằng cách lao từ không khí xuống dưới nước biển. Chúng có cánh và mỏ dài, chân thường có màu.
- Họ Anhingidae (4 loài chim cổ rắn): Một nhóm nhỏ khác của 4 loài chim lớn có quan hệ họ hàng gần, bộ lông đen-trắng, với mỏ dài, cổ tương tự như hình con rắn và khả năng bơi lội với phần thân ngập dưới mặt nước. Bộ lông không có khả năng chống thấm nước hoàn toàn.
- Họ Phalacrocoracidae (42 loài chim cốc): Các loài có kích thước từ trung bình tới lớn với mỏ cong và thông thường có bộ lông đen hay sẫm màu. Bộ lông không có khả năng chống thấm nước hoàn toàn.
- Họ † Protoplotidae: tuyệt chủng, dường như có cùng một tổ tiên với chim cổ rắn, nhưng người ta biết rất ít về chúng.

Các họ sau đây cũng có thể thuộc về bộ Bồ nông, theo như nghiên cứu DNA của Hackett et al. (2008), hay xếp riêng thành các bộ độc lập.
- Họ Ardeidae: 67 loài diệc, vạc
- Họ Threskiornithidae: 35 loài cò quăm và cò thìa

Họ Phaethontidae (chim nhiệt đới, chim đuôi chổi) và các họ hàng tiền sử của chúng, họ Prophaethontidae, theo truyền thống đặt trong bộ Pelecaniformes, nhưng các nghiên cứu phân tử và hình thái học chỉ ra rằng chúng không là họ hàng gần và không tạo thành một phần của bộ này. Hiện tại, chúng được đặt trong bộ của chính mình, gọi là Phaethontiformes. Chúng là chim kích thước trung bình, đã thích nghi với kiểu sống trên mặt biển tương tự như cốc biển. Chim trưởng thành có các lông đuôi trung tâm dài, không có túi cổ họng và lỗ mũi bình thường. Chim non có lông tơ bao phủ. Dường như gần với bộ Procellariiformes.

### Các họ có thể thuộc bộ này
- Họ † Pelagornithidae: chim răng giả. Họ tuyệt chủng chứa các loài chim biển lớn trông tương tự như hải âu lớn, nhưng có mỏ to với các chỗ lồi lên tương tự như răng cho phép chúng dễ dàng bắt các con mồi trơn như cá hay mực dễ dàng hơn. Họ này đôi khi được xếp riêng trong bộ Odontopterygiformes.
- Họ † Plotopteridae: Một nhóm các loài chim đã tuyệt chủng, có hình dáng tương tự như chim cánh cụt. Có thể liên quan tới chim cánh cụt và một vài dạng bồ nông. Phụ thuộc vào việc phần còn lại của bộ Pelecaniformes có thể bị chia tách như thế nào mà Plotopteridae có thể được đặt trong bộ đơn họ. Một bài báo gần đây của Smith et al. (2010)[8] xếp họ này trong nhóm Phalacrocoracoidea (tức là Sulae), có quan hệ họ hàng gần với Phalacrocoracidae và Anhingidae.

### Phát sinh chủng loài
Bồ nông là tên gọi để tạo ra bộ Pelecaniformes, một bộ có lịch sử phân loại biến động liên tục. Các loài chim nhiệt đới, chim cổ rắn, cốc, chim điên và cốc biển, tất cả theo truyền thống đều là thành viên của bộ này, nhưng kể từ đó đã được phân loại lại: chim nhiệt đới vào bộ của chính nó là Phaethontiformes, còn các nhóm chim còn lại như vừa liệt kê thì vào bộ Suliformes. Thay vào đó, hai họ đơn loài là cò mỏ giày (Balaenicipitidae) và cò đầu búa (Scopidae) có quan hệ họ hàng gần nhất với bồ nông và đã được chuyển sang bộ Pelecaniformes. Mối quan hệ chính xác giữa 3 dòng dõi này vẫn chưa được sáng tỏ. Việc duy trì chúng như là 3 họ tách biệt là do tính độc đáo duy nhất của chúng cũng như sự phân chia của chúng dường như là rất cổ xưa. Gibb et al. (2013) ước tính sự phân chia bồ nông-cò mỏ giày diễn ra vào đầu thế Eocen (khoảng 55-50 Ma). Theo Prum et al. (2015) thì cò mỏ giày có quan hệ họ hàng gần với bồ nông hơn, còn cò đầu búa là cơ sở trong nhóm này.
Các loài diệc, vạc, cò ma, cò lửa (họ Ardeidae); cò quăm, cò thìa (họ Threskiornithidae) cũng có thể xếp trong bộ Bồ nông nghĩa rộng (Pelecaniformes sensu lato). Kết quả nghiên cứu bộ gen ti thể của Gibb et al. (2013) cho thấy Ardeidae và Threskiornithidae không tạo thành một nhánh như đề xuất của Hackett et al. (2008), và ước tính chúng đã tách khỏi nhau từ đầu thế Paleocen (khoảng 63-60 Ma). Do không chắc chắn về các họ hàng gần nhất của chúng cũng như mỗi họ đại diện cho một dòng dõi thật sự cổ xưa nên việc duy trì chúng trong các bộ tách biệt, tương ứng là Ardeiformes và Plataleiformes, cũng là một giải pháp hợp lý.
Kuramoto et al. (2015) tìm thấy chứng cứ về lai ghép sớm giữ các loài diệc và cò quăm/cò thìa cổ xưa sau sự chia tách giữa các dòng dõi bồ nông và diệc. Điều này có thể giải thích cho các kết quả mâu thuẫn nhau trong các nghiên cứu trước đó.
Dưới đây là biểu đồ phát sinh chủng loài thể hiện mối quan hệ giữa các họ trong bộ:
|  | Balaenicipitidae – cò mỏ giày                                                            |
|  |                                                                                          |
|  | \| \| Scopidae – cò đầu búa \| \| \| \| \| \| Pelecanidae – bồ nông (8 loài) \| \| \| \| |
|  |                                                                                          |
|  | Scopidae – cò đầu búa                                                                    |
|  |                                                                                          |
|  | Pelecanidae – bồ nông (8 loài)                                                           |
|  |                                                                                          |

|  | Scopidae – cò đầu búa          |
|  |                                |
|  | Pelecanidae – bồ nông (8 loài) |
|  |                                |

|  | Balaenicipitidae – cò mỏ giày                                                            |
|  |                                                                                          |
|  | \| \| Scopidae – cò đầu búa \| \| \| \| \| \| Pelecanidae – bồ nông (8 loài) \| \| \| \| |
|  |                                                                                          |
|  | Scopidae – cò đầu búa                                                                    |
|  |                                                                                          |
|  | Pelecanidae – bồ nông (8 loài)                                                           |
|  |                                                                                          |

|  | Scopidae – cò đầu búa          |
|  |                                |
|  | Pelecanidae – bồ nông (8 loài) |
|  |                                |

|  | Balaenicipitidae – cò mỏ giày                                                            |
|  |                                                                                          |
|  | \| \| Scopidae – cò đầu búa \| \| \| \| \| \| Pelecanidae – bồ nông (8 loài) \| \| \| \| |
|  |                                                                                          |
|  | Scopidae – cò đầu búa                                                                    |
|  |                                                                                          |
|  | Pelecanidae – bồ nông (8 loài)                                                           |
|  |                                                                                          |

|  | Scopidae – cò đầu búa          |
|  |                                |
|  | Pelecanidae – bồ nông (8 loài) |
|  |                                |

|  | Balaenicipitidae – cò mỏ giày                                                            |
|  |                                                                                          |
|  | \| \| Scopidae – cò đầu búa \| \| \| \| \| \| Pelecanidae – bồ nông (8 loài) \| \| \| \| |
|  |                                                                                          |
|  | Scopidae – cò đầu búa                                                                    |
|  |                                                                                          |
|  | Pelecanidae – bồ nông (8 loài)                                                           |
|  |                                                                                          |

|  | Scopidae – cò đầu búa          |
|  |                                |
|  | Pelecanidae – bồ nông (8 loài) |
|  |                                |